# 골든 코브
골든 코브(Golden Cove)는 인텔에서 개발하여 2021년 11월에 출시한 CPU 마이크로아키텍처의 코드명이다. 서니 코브, 스카이레이크, 윌로우 코브, 사이프러스 코브의 네 가지 마이크로아키텍처의 후속이다. 이전에 10 nm Enhanced SuperFin (10ESF)으로 불렸던 인텔 7이라는 인텔의 7 nm 급 공정 노드를 사용하여 제조된다.
마이크로아키텍처는 12세대 인텔 코어 프로세서 (코드명 "엘더레이크")의 고성능 코어 (P-코어)에 사용되며 4세대 제온 스케일러블 프로세서 (코드명 "사파이어 래피즈")에도 사용된다.

## 기능
인텔은 아키텍처 데이 2020에서 골든 코브를 처음 공개했다. 인텔은 2021년 8월 다음 아키텍처 데이에서 더 자세한 내용을 발표했다.
스카이레이크와 마찬가지로 골든 코브는 핵심 마이크로아키텍처에 대한 주요 업데이트이며 인텔은 "향후 10년간의 컴퓨팅 성능을 제공할 것"이라고 밝혔다. 인텔은 골든 코브가 코어 제품군에 대한 10년 만에 가장 큰 마이크로아키텍처 업그레이드라고 말한다. 인텔은 사이프러스 코브에 비해 IPC가 19% 증가했다고 선전한다.

### 개선점
- 사이클당 최대 32바이트의 명령어를 가져오는 능력 (16 바이트에서)과 새로운 6와이드 명령어 디코더 (이전 마이크로아키텍처는 4와이드)
- 더 넓어진 6와이드 마이크로아키텍처[7]
- μOP 캐시 크기가 4K 입력으로 증가 (2.25K에서)
- 12개의 실행 포트 (10개에서)[7]
- 352개에서 512개 입력으로 늘어난 재정렬 버퍼와 서니 코브와 비교하여 더 큰 비순차 명령 창
- 224개에서 332개 입력으로 늘어난 더 큰 벡터/부동 소수점 레지스터 파일[8]
- 192개의 로드 및 114개의 저장 대기열 (서니 코브의 경우 128개 및 72개)[8]
- 서버 변형의 코어 당 2 MB L2 캐시
- 전용 부동 소수점 가산기
- 새로운 명령어 셋 확장:[9]
  - CLDEMOTE
  - PTWRITE
  - User wait: TPAUSE, UMONITOR, UMWAIT
  - Architectural LBRs
  - Hypervisor-managed linear address translation (HLAT)
  - SERIALIZE
  - 향상된 하드웨어 피드백 인터페이스 (EHFI) 와 HRESET
  - AVX-VNNI
  - AVX512-FP16이 포함된 AVX-512
  - 사파이어 래피즈 CPU에서:
    - TSXLDTRK가 포함된 TSX

## 제품
마이크로아키텍처는 12세대 인텔 코어 하이브리드 프로세서 (코드명 "엘더레이크")의 고성능 코어에 사용되며 4세대 제온 스케일러블 프로세서 (코드명 "사파이어 래피즈")에도 구현된다.

## 같이 보기
- 인텔 CPU 마이크로아키텍처 목록